# Синдром Котара
Синдром Котара (англ. Jules Cotard's syndrome; Cotard delusion; ще фр. délire des négations), нігілістичне марення, синдромом «ходячого мерця» — психопатологічний розлад, у якому людина переконана у тому, що є мертвою і більше не існує; стверджує, що у неї відсутні внутрішні органи, які не працюють або гниють. Клінічні прояви характеризуються розладами мислення і маренням. Синдром проявляється найчастіше при шизофренічних або афективних психозах, а також нерідко наявний при скроневих пошкодженнях субдомінантної півкулі головного мозку і при нападах мігрені. Часто є наслідком органічних захворювань головного мозку.

## Історія
Синдром Котара одержав назву на честь французького невролога Жуля Котара (фр. Jules Cotard), який вперше діагностував цей патологічний прояв. У 1880 році він описав випадок, який трапився з 43-річною пацієнткою «Мадемаузель Х», яка стверджувала, що не має мозку і є мертвою. Її стан Котар охарактеризував як «фр. délire des négations» (безглузда віра у власне неіснування).

## Патогенез
Неврологічно синдром Котара розглядають як і Синдром Капгра. В обох випадках припускають, що відбувається розрив зв'язку між ділянками головного мозку, що виконують функцію розпізнавання облич і ділянок, що пов'язуюють емоції з цим розпізнаванням (мигдалеподібне тіло і лімбічна система). Відсутність цих зв'язків призводить до того, що хворі не впізнають людей в обличчя. Звідси випливає, що відсутня та реакція, яка є наявною, коли людина бачить знайомих. Рідних вони ідентифікують як шахраїв і негідників. А бачачи власне відображення у дзеркалі, не знаходять нічого спільного між своїм обличчям і сприйняттям себе. Звідси випливає, що вони мають відчуття того, що не існують. Синдром Котара зустрічається переважно при таких психозах, як шизофренія, або при біполярних афективних розладах. Він може бути пов'язаний з неврологічними або психічними розладами і, частково, з клінічною депресією і дереалізацією.
Синдром Котара виникає також внаслідок побічної дії препарату ацикловіру. Симптоми з'являються у результаті підвищення вмісту 9 — карбоксиметоксиметилгуаніну (CMMG), продукту обміну ацикловіру. Як правило, це трапляється у людей, які страждають на ниркову недостатність. У деяких випадках зниження дози ацикловіру і виведення продуктів його обміну з організму людини за допомогою діалізу повністю знімало симптоми синдрому Котара.

## Клінічні ознаки
Янг описав актуальний випадок синдрому Котара, у якому був представлений пацієнт, який внаслідок аварії на мотоциклі отримав ушкодження головного мозку. Його симптоми були пов'язані з почуттям нереальності і відчуттям того, що він мертвий. Коли пацієнта у січні 1990 року виписали з лікарні в Единбурзі, мати взяла його з собою до Південної Африки. Він був переконаний у тому, що опинився у пеклі (що підтверджувала сильна спека) і помер від сепсису або від жовтої гарячки. Пацієнт думав, що до нього прийшов дух матері, щоб показати йому справжнє пекло.

## Лікування
Лікування повинно слідувати після ретельного діагностичного аналізу. На даний момент є звіти про успішні фармакологічні методи лікування синдрому Котара. Також описують використання моно- і комбінованої терапії. Антидепресанти і антипсихотичні препарати виявились теж корисними і ефективними. Є багато інформації і про зв'язок електросудомної і медикаментозної терапії.